# Pratz, Luxemburg
Pratz är en ort i Luxemburg.   Den ligger i distriktet Diekirch, i den västra delen av landet, 25 kilometer nordväst om huvudstaden Luxemburg. Pratz ligger 295 meter över havet och antalet invånare är 367.
Terrängen runt Pratz är huvudsakligen platt, men västerut är den kuperad.  Närmaste större samhälle är Ettelbruck, 12,9 kilometer öster om Pratz. 
Omgivningarna runt Pratz är en mosaik av jordbruksmark och naturlig växtlighet. Runt Pratz är det ganska tätbefolkat, med 60 invånare per kvadratkilometer.